# Tempa
Tempa — это музыкальный лейбл garage и dubstep, основанный в 2000 году Нилом Джоллиффом, который также придумал термин Dubstep в 2002 году.
Лейбл, наряду с Big Apple и родительским лейблом Ammunition, считается ключевой частью формирования дабстепа как жанра.
Ключевым участником и лицом Tempa Recordings является диджей и продюсер Youngsta, который отвечает за артистов и репертуар лейбла с момента его основания.
Величайшим релизом лейбла является оригинальный "Midnight Request Line" от Skream, выпущенный 2005 году.

## Артисты лейбла
- Alex Coulton
- Amit
- Appleblim
- Artwork
- AxH
- Benga
- Benny Ill
- Biome
- Cimm
- Cliques
- Coki (Digital Mystikz)
- Cosmin TRG
- D1
- Data
- DJ Distance
- Dub War
- El-B
- Facta
- Goldspot Productions
- Hatcha
- Headhunter
- High Plains Drifter
- Hodge
- Horsepower Productions
- Ipman
- J Da Flex
- J:Kenzo
- Killawatt
- Kode9
- LX One
- Magnetic Man
- Markee Ledge
- Nomine
- Osiris Jay
- Parris
- Proxima
- Quest
- SP:MC
- Sam Frank
- Seven
- Silkie
- Skeptical
- Skream
- Soap Dodgers
- TRG
- The Culprit
- The Spaceape
- Truth
- Wen
- Youngsta

## Избранная дискография
- In Fine Style — Horsepower Productions (21 октября 2002)
- Dubstep Allstars Vol. 1 — Hatcha (30 июня 2003)
- To the Rescue — Horsepower Productions (29 марта 2004)
- Dubstep Allstars Vol. 2 — Youngsta (29 августа 2005)
- Dubstep Allstars Vol. 3 — Kode9 feat. The Spaceape (20 марта 2006)
- Dubstep Allstars Vol. 4 — Hatcha/Youngsta (28 июля 2006)
- The Roots of Dubstep — разные артисты (9 октября 2006)
- Skream! — Skream (30 октября 2006)